# Romagnano (Grezzana)
Romagnano (Romagnan in veneto) è una frazione di 616 abitanti del comune di Grezzana della provincia di Verona.

## Geografia fisica
Romagnano dista 3 chilometri da Grezzana e circa 12 da Verona. Rispetto al capoluogo comunale si trova in posizione nord-est, sulle colline della Valpantena. Si trova ad un'altitudine di 336 m s.l.m. e il grado di sismicità è considerato basso.
Romagnano, oltre al centro del paese, è formato da numerose contrade sparse sui monti e le colline, in posizione panoramica sulla dorsale tra la Valpantena e la Val Squaranto, al confine con il comune di Verona.
La chiesa parrocchiale del paese è dedicata a Sant'Andrea Apostolo e sono presenti, nel paese, Villa Pellegrini e Villa Bevilacqua.

## Economia
Le principali attività insediate nel paese di Romagnano sono l'industria per la lavorazione di marmo e granito, l'agricoltura con coltivazioni di uliveti, vigneti e ciliegi, e l'allevamento bovino e avicolo.

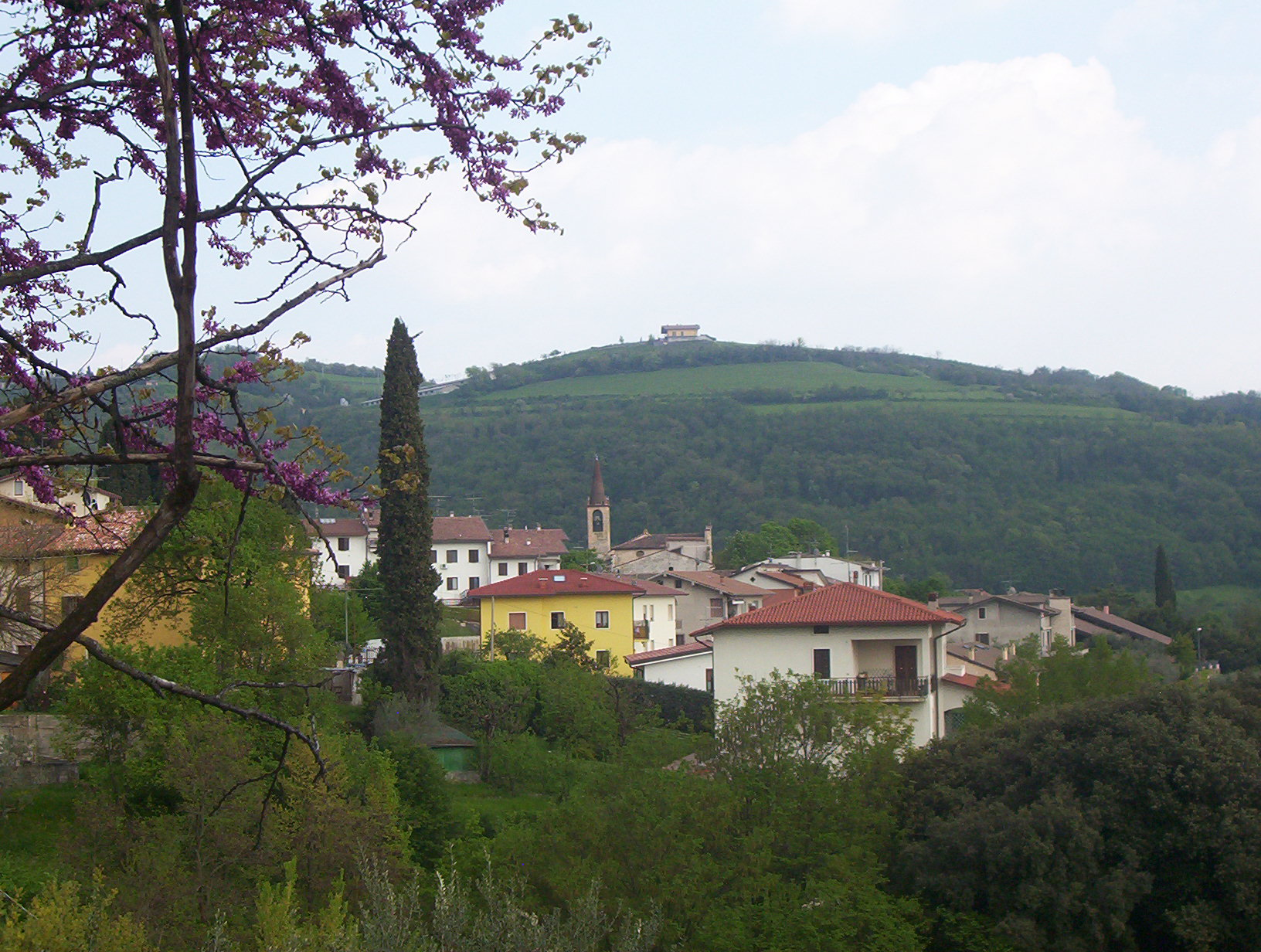
Vista di Romagnano

## Contrade
- Erbino
- Loc.Marisi
- Loc.Molini
- Menegalli
- Calcare
- Carbonina
- Zovo

## Ville
- Villa Pellegrini - XVIII secolo
- Villa Bevilacqua-Pistoso - XVIII secolo

## Infrastrutture e trasporti
Romagnano è comodamente raggiungibile tramite la SP6 dei Lessini.